# Cerovo (Demir Hiszar)
Cerovo (macedónul: Церово) település Észak-Macedóniában, a Pelagonijai körzet Demir Hiszar-i járásában.

## Népesség
| Lakosok száma | 259  | 291  | 211  | 153  | 67   | 13   | 10   | 2    |      |
|               | 1948 | 1953 | 1961 | 1971 | 1981 | 1991 | 1994 | 2002 | 2021 |

- 2002-ben 2 macedón nemzetiségű lakosa volt.